# Grampiani
Grampiani (Grampians in inglese; Roinn a'Mhonaidh in Gaelico scozzese) era una delle aree di consiglio regionale della Scozia adottate dal 1975 fino al 1996.

## Territorio
Attualmente il suo territorio è suddiviso tra le seguenti aree amministrative:
- Moray,[2]
- Aberdeenshire,[1]
- Città di Aberdeen.[3]

La regione, che prese nome dai Monti Grampiani, aveva cinque distretti:
- Aberdeen,
- Banff e Buchan,
- Gordon,
- Kincardine e Deeside,
- Moray.

Grampiani continua ad avere un'unica organizzazione dei servizi locali; quali il comando di polizia, il distaccamento dei vigili del fuoco, la circoscrizione elettorale, il catasto e l'ente sanitario.
Quando qualcuno diviene il vincitore di qualche evento, imponendosi su tutti i concorrenti della regione, conquista il titolo di "Grampian Champion" (Campione di Grampiani).

## Amministrazione

### Gemellaggi
- Houston, Texas